# Pell d'ase
Pell d'ase és un conte popular de Charles Perrault que recull una història comú a diverses tradicions europees.

## Argument
Un rei posseïa un ase que cagava monedes d'or i era el seu orgull, a més d'una dona meravellosa. Quan aquesta està al llit de mort, li fa prometre que només es tornarà a casar si troba una dona que la iguali en bellesa. El rei comprèn llavors que solament es podrà casar amb la seva pròpia filla, idèntica a sa mare.
La nena no vol aquest matrimoni i per això demana ajuda a la fada. Aquesta li aconsella que posi condicions impossibles per al casament. Primer demana vestits fets de sol i d'estrelles, que el pare aconsegueix. Després li demana la pell de l'ase estimat, però el monarca accedeix. Desesperada la noia es disfressa amb la pell de l'ase i fuig al bosc, on viu treballant per a una família de grangers que viu als seus límits.
Un dia un príncep que cavalca pel bosc descobreix la noia i se n'enamora immediatament, però com no li deixen casar-s'hi emmalalteix. Declara als seus pares que creu que un pastís fet per la noia Pell d'Ase el guarirà. Ella deixa caure un anell dins el pastís. Llavors quan el príncep es recupera afirma que vol casar-se amb la propietària de l'anell. Diverses princeses se l'emproven però només li escau a la noia que prové del bosc. Al casament descobreixen que el pare de la jove ja ha trobat una altra dona i poden viure feliços.

## Anàlisi
El conte és una de les múltiples versions sobre el tabú de l'incest, l'horror màxim del qual fuig la protagonista, present a altres contes de fades paral·lels.
Apareixen diversos elements propis dels contes de fades: els objectes màgics (vestits impossibles, l'ase que caga monedes...), el bosc com a refugi secret, la mort de la mare que deixa indefensos els fills (com a Germanet i germaneta) i el final feliç acompanyat d'un matrimoni amb el príncep.
Té en comú amb La Ventafocs la presència de la fada protectora com a ajuda, les feines domèstiques que fa la noia i que no li pertoquen i la prova de la joia per determinar qui es casarà amb l'hereu reial (la sabata de vidre se substitueix aquí per l'anell), prova que permet que l'aspirant abandoni la disfressa de pobresa per ser una esposa digna del tron.
L'ase màgic sembla un descendent directe de L'Ase Daurat de Luci Appuleu, i els excrements recullen l'aspecte còmic que tenia a l'obra original.